# Овчаренко Микола Миколайович
Микола Миколайович Овчаренко (нар. 18 грудня 1960, місто Харків, Харківської області) — український радянський діяч, депутат, один з лідерів інваспорту та паралімпійського руху України. Випускник Харківського юридичного інституту імені Дзержинського (зараз — Національний юридичний університет імені Ярослава Мудрого). Депутат Верховної Ради УРСР 11-го скликання.

## Біографія
1980 року закінчив Артемівський індустріальний технікум Донецької області.
Трудову діяльність розпочав у 1980 році робітником. У тому ж році був призваний до лав збройних сил СРСР. 
У 1980—1982 роках — санінструктор роти в Афганістані. У вересні 1982 року, за 10 днів до звільнення в запас, під час надання медичної допомоги пораненому підірвався на міні. Лікарям вдалося врятувати зір, але санінструктор втратив ногу. Під час служби за проявлені в боях мужність та героїзм був нагороджений двома медалями «За відвагу» та орденом Червоної Зірки. 
З 1983 року — інженер-конструктор Микитівського доломітного комбінату Донецької області. 
З 1984 року — студент Харківського юридичного інституту імені Дзержинського (зараз — Національний юридичний університет імені Ярослава Мудрого). Освіта вища.
З 1985 по 1989 рік — депутат Верховної ради УРСР 11 скликання.
У 1993 році  починає займатися спортивним плаванням, виконує норматив майстра спорту України з цього виду спортивних змагань.
У 1996 році  починає тренування з лижних гонок. Згодом стає майстром спорту міжнародного класу з лижних гонок.
У 1998 році  бере участь у VII Зимових Паралімпійських Іграх у місті Нагано, Японія у складі збірної команди України. Виступає в двох видах змагань — з лижних гонок та біатлону.
У 2002 році  виборює срібний приз Єврокубку з лижних гонок у Німеччині. У цьому ж році стає бронзовим призером VIII Зимових Паралімпійських Ігор у Солт-Лейк-Сіті, США в складі української паралімпійської збірної команди. Президент Національного паралімпійського комітету України Сушкевич Валерій Михайлович назвав цей успіх Миколи Овчаренко подвигом: «Він показав усім, як важко зламати українського спортсмена, а його «бронза» на вагу «золота» !
У 2007 році  став бронзовим призером Чемпіонату Європи з кульової стрільби, здобув звання майстра спорту у цій спортивній дисципліні.
Декілька років очолював Харківський регіональний центр з фізичної культури спорту інвалідів «Інваспорт», був директором стадіону «Старт» Харківського державного авіаційного підприємства. Багато років він є головою Союзу ветеранів Афганістану Салтівського (колишній Московський) району міста Харків. Організатор Музею воїнів-інтернаціоналістів Харкова, в якому з 2015 року було відкрито залу, присвячену бійцям АТО. При музеї діє патріотичний театр «Блокпост».
Проживає у місті Харків.

## Нагороди
(Часів СРСР):
2 медалі «За відвагу», орден Червоної Зірки. 
(Часів незалежної України):
Ордени «За заслуги» ІІІ ступеню, «За мужність» ІІІ ступеню, «За розбудову України» (2015 р.), медаль «За працю і звитягу» (2012 р.). Почесна відзнака Харківської обласної ради «Слобожанська слава» (2010 р.). 19 червня 2019 року присвоєно звання «Почесний громадянин міста Харкова» «за професіоналізм, вагомий особистий внесок у розвиток м. Харків, що сприяло підвищенню його всеукраїнського та міжнародного іміджу»